# 23 tháng 1
Ngày 23 tháng 1 là ngày thứ 23 trong lịch Gregory. Còn 2 ngày trong năm (3 ngày trong năm nhuận).

## Sự kiện
- 393 – Hoàng đế La Mã Theodosius I tuyên bố con trai tám tuổi Honorius của ông là đồng hoàng đế.
- 1368 – Chu Nguyên Chương tế thiên địa, xưng là hoàng đế tại Ứng Thiên phủ, đặt quốc hiệu là "Minh", tức Minh Thái Tổ, tức ngày Ất Hợi (4) tháng 1 năm Mậu Thân.
- 1556 – Một trận động đất có chấn tâm tại tỉnh Thiểm Tây, Đại Minh khiến khoảng 830.000 người thiệt mạng, tức ngày Nhâm Dần (12) tháng 12 năm Ất Mão.
- 1719 – Công quốc Liechtenstein được thành lập, với địa vị là một thành phần thuộc Đế quốc La Mã Thần thánh.
- 1871 – Chiến tranh Pháp-Phổ: Trận Dijon kết thúc.
- 1928 – Đảo Bouvet ở Nam Đại Tây Dương được sáp nhập vào Na Uy theo một chiếu chỉ của vương thất nước này.
- 1937 – Tại Moskva, 17 nhà lãnh đạo cộng sản bị xét xử trước cáo buộc tham gia vào âm mưu do Trotsky dẫn đầu nhằm lật đổ chế độ của Stalin và ám sát các lãnh tụ của chế độ.
- 1943 – Chiến tranh thế giới thứ hai: Tập đoàn quân thứ 8 của Bernard Montgomery chiếm Tripoli tại Libya từ tay quân Đức-Ý.
- 1959 – Chính phủ Việt Nam Cộng hòa thành lập hai tỉnh mới: Quảng Đức và Phước Thành
- 1961 – Ban Chấp hành Trung ương Đảng của Đảng Lao động Việt Nam quyết định thành lập Trung ương Cục miền Nam thay cho Xứ ủy Nam Bộ.
- 1997 – Madeleine K. Albright trở thành người phụ nữ đầu tiên đảm nhiệm chức vụ Bộ trưởng Ngoại giao của Hoa Kỳ.
- 1996 – Java ngôn ngữ lập trình mới ra đời.
- 2005 – Viktor Yushchenko tuyên thệ nhậm chức tổng thống của Ukraina.

## Sinh
- 599 – Lý Thế Dân, tức Đường Thái Tông, hoàng đế triều Đường, tức ngày Mậu Ngọ (22) tháng 12 năm Khai Hoàng thứ 18 (m. 649)
- 1688 – Ulrika Eleonora của Thụy Điển, nữ vương của Thụy Điển (m. 1741)
- 1783 – Stendhal, tác gia người Pháp (m. 1842)
- 1828
  - Saigō Takamori, samurai người Nhật Bản, tức 7 tháng 12 năm Đinh Hợi (m. 1877)
  - Alfred von Kaphengst, tướng lĩnh Phổ (m. 1887)
- 1832 – Édouard Manet, họa sĩ người Pháp (m. 30/4/1883)
- 1853 – Robert Loeb, tướng lĩnh Phổ (m. 1925)
- 1862 – David Hilbert, nhà toán học người Đức (m. 1943)
- 1876 – Otto Diels, nhà hóa học người Đức, đoạt giải Nobel (m. 1954)
- 1891 – Antonio Gramsci, triết gia, tác gia, chính trị gia người Ý (m. 1937)
- 1895 – Albert Buck, tướng lĩnh người Đức (m. 1942)
- 1896 – Charlotte, nữ đại công tước của Luxembourg (m. 1985)
- 1898 – Sergei Eisenstein, đạo diễn người Nga, tức 10 tháng 1 theo lịch Julius (m. 1948)
- 1907 – Hideki Yukawa, nhà vật lý học người Nhật Bản, đoạt giải Nobel (m. 1981)
- 1915 – Arthur Lewis, nhà kinh tế học người Saint Lucia, đoạt giải Nobel (m. 1991)
- 1916 – Trần Quốc Hoàn, sĩ quan công an, chính trị gia người Việt Nam (m. 1986)
- 1918 – Gertrude B. Elion, nhà hóa sinh học và dược lý học người Mỹ, đoạt giải Nobel (m. 1999)
- 1919 – Bob Paisley, cầu thủ và nhà quản lý bóng đá và người Anh (m. 1996)
- 1920 – Gottfried Böhm, kiến trúc sư người Đức
- 1928 – Jeanne Moreau, diễn viên, ca sĩ, đạo diễn người Pháp
- 1929 – John C. Polanyi, nhà hóa học người Canada, đoạt giải Nobel
- 1930
  - Derek Walcott, thi nhân và nhà biên kịch người Saint Lucia, đoạt giải Nobel
  - Vũ Giáng Hương, họa sĩ, nhà quản lý người Việt Nam (m. 2011)
- 1947 – Megawati Sukarnoputri, chính trị gia người Indonesia, tổng thống của Indonesia
- 1951 – Nguyễn Khắc Nghiên, tướng lĩnh quân đội người Việt Nam (m. 2010)
- 1953 – Antonio Villaraigosa
- 1957 – Caroline, thành viên công thất Monaco
- 1958 – Trương Thị Mai, chính trị gia người Việt Nam
- 1969 – Ariadna Gil, diễn viên người Tây Ban Nha
- 1969 – Andrei Kanchelskis, cầu thủ bóng đá người Ukraina-Nga
- 1974 – Tiffani Thiessen, diễn viên Mỹ
- 1976 – Tony Lucca, ca sĩ, nhà sản xuất âm nhạc, đạo diễn người Mỹ
- 1984 – Arjen Robben, cầu thủ bóng đá người Hà Lan
- 1985 – Đổng Phương Trác, cầu thủ bóng đá người Trung Quốc
- 1986 – José Enrique, cầu thủ bóng đá người Tây Ban Nha
- 1994 – Chan Vathanaka, cầu thủ bóng đá người Campuchia
- 1998 – XXXTentacion, ca sĩ nhạc sĩ người Mỹ (m. 2018)

## Mất
- 643 – Nguỵ Trưng, nhà chính trị và sử học, đồng thời là khai quốc công thần của nhà Đường (s. 580)
- 1516 – Fernando II, quốc vương của Aragon, Valencia, Sicily, Castile và León (s. 1452)
- 1567 – Chu Hậu Thông, tức Minh Thế Tông, hoàng đế của triều Minh, tức ngày Canh Tý (14) tháng 12 năm Bính Dần (s. 1507)
- 1620 – Naoe Kanetsugu, samurai người Nhật Bản, tức 19 tháng 12 năm Kỉ Mùi (s. 1560)
- 1622 – William Baffin, nhà thám hiểm, nhà hàng hải người Anh
- 1789 – Jafar Khan, shah của Ba Tư (s. 1785)
- 1806 – William Pitt Trẻ, chính trị gia người Anh, thủ tướng của Anh Quốc (s. 1759)
- 1872 – Gustav Eduard von Hindersin, tướng lĩnh Phổ (s. 1804)
- 1883 – Gustave Doré, nhà chạm khắc và minh họa người Pháp (s. 1832)
- 1931 – Anna Pavlovna Pavlova, diễn viên ba lê người Nga (s. 1881)
- 1944 – Edvard Munch, họa sĩ người Na Uy (s. 1863)
- 1952 – Võ Thị Sáu, nữ du kích người Việt Nam (s. 1933)
- 1963 – Józef Gosławski, nhà điêu khắc người Ba Lan (s. 1908)
- 1976 – Paul Robeson, diễn viên, ca sĩ, nhà hoạt động người Mỹ (s. 1898)
- 1981 – Samuel Barber, nhà soạn nhạc người Mỹ (s. 1910)
- 1989
  - Salvador Dalí, họa sĩ người Tây Ban Nha (s. 1904)
  - Nguyễn Minh Châu, nhà văn người Việt Nam (s. 1930)
- 1993 – Thomas A. Dorsey, ca sĩ, nghệ sĩ dương cầm người Mỹ (s. 1899)
- 1994 – Nikolai Ogarkov, nguyên soái Liên Xô (s. 1917)
- 2015 - Abdullah bin Adulaziz al-Saud, vua Ả Rập Saudi
- 2021
  - Hal Holbrook, dien viên Mỹ (s. 1925)
  - Larry King